# Плазович
Плазович или Кидьош (серб. Плазовић, Киђош, венг. Kígyós) — река на юге Венгрии и севере Сербии. Течёт в основном по историческому региону Бачка и, имея общую длину в 129 км, на отрезке в 15 км пересекает сербско-венгерскую границу 8 раз (длина в Венгрии — 92 км, в Сербии — 37 км).

## Венгрия
Кидьош (по-венгерски — змея) начинается в Венгрии при слиянии двух притоков.
Первый приток, «Бокоди-Кидьош-чаторна» начинается из двух более маленьких притоков западнее города Байя. Соединяясь, они текут дальше на юг.
Второй приток, «Матетелки-Кидьош-чаторна» начинается к северу от деревни Татахаза и течёт на юг. Дальше он проходит рядом с сербской границей, однако поворачивает на запад.
Прямо перед пересечением сербской границы оба притока соединяются и именно с этого места река известна как Плазович.

## Сербия
В Сербии река поворачивает на запад, протекая по территории муниципалитета Сомбор в Воеводине. Там река растекается в цепочку болот. Затем река поворачивает на юг, где и впадает в Большой Бачский канал.

## Характеристика
Плазович относится к бассейну Чёрного моря. Река известна своими наводнениями, особенно в 1970 и 2004 годах, однако ранее река часто полностью высыхала, как например в 1952 году. Высокий уровень воды обуславливает высокий уровень растительности на дне реки, из-за чего вода в реке имеет коричневый цвет. В холодные зимы река замерзает.
Река не используется ни для орошения, ни для навигации.